# Epilobium ludmilae
Epilobium ludmilae là một loài thực vật có hoa trong họ Anh thảo chiều. Loài này được Chemeris & A.A.Bobrov mô tả khoa học đầu tiên năm 2002.